# Oppach
Oppach (górnołuż. Wopaka) – miejscowość i gmina w Niemczech, w kraju związkowym Saksonia, w okręgu administracyjnym Drezno, w powiecie Görlitz, siedziba wspólnoty administracyjnej Oppach-Beiersdorf.